# 范頭黎
カンダルパダルマ（サンスクリット語: कन्दर्पधर्म, ラテン文字転写: Kandharpadharma, 生年不詳 - 640年）は、チャンパ王国（林邑国）第4王朝の第3代国王（在位：629年 - 640年）。漢文史料では范頭黎（はんとうれい、ベトナム語: Phạm Đầu Lê）と記される。

## 生涯
シャンブヴァルマンの子。父王が死去すると即位した。翌630年に唐に遣使し、火珠を献上した。この時、使者に無礼な言辞があったために唐の群臣が罪に問うたが、遠隔の地に兵を発するのを嫌った太宗はあえて許したという。翌年にも五色の鸚鵡と白色の鸚鵡を献じている。太宗が崩御すると、昭陵の玄関の前にカンダルパダルマの石画を作って並べたという。

## 参考資料
- Geetesh Sharma (2010). Traces of Indian Culture in Vietnam. Rajkamal Prakashan. ISBN 978-8190540148
- 『旧唐書』巻一百九十七 列伝第一百四十七 南蛮
- 『新唐書』巻二百二十二 列伝第一百四十七 南蛮